# Natura 2000-område nr. 121 Arreskov Sø
Natura 2000-område nr. 121 Arreskov Sø ligger nord for Svanninge Bakker på Sydfyn, omkring den største sø på Fyn, Arreskov Sø. Natura 2000-området har et areal på 657 hektar hvoraf ca. 50 ha ejes af staten. Det består af et habitatområde (H 105) og et fuglebeskyttelsesområde (F 78).

## Områdebeskrivelse
Arreskov Sø er et dødis-område, der er dannet under sidste istid. Den indeholder søtyperne næringsrig sø og kransnålalgesø, og er relativ næringsrig på grund af tilførte næringsstoffer. Mod nord og vest omgives Arreskov Sø af enge og moser, hvoraf de nærmest
liggende er tidligere søbund, opstået ved at man sænkede søens vandstand med 75 cm i 1924-25. Flere steder på den gamle søbund findes meget artsrige rigkær med forekomst af orkideer, som feks. sumphullæbe og majgøgeurt samt den sjældne engensian. Der er store sumpskove, som typisk er opstået ved tilgroning af lysåbne moser og enge. Sumpskovene omfatter
skovnaturtyperne ege-blandskov, elle- og askeskov samt skovbevokset tørvemose. Området er udpeget for at beskytte den store forekomst af naturtypen
næringsrig sø, de store artsrige rigkær samt de vigtige levesteder for yngle- og trækfugle.
Natura 2000-området ligger i Faaborg-Midtfyn Kommune i Vandområdedistrikt Jylland og Fyn og Vandområdedistrikt Sjælland i vandplanopland Vandplan 1.13 Odense Fjord 

## Fredning
Arreskov Sø og et område omkring, i alt 824 hektar blev fredet i 1995

## Eksterne kilder og henvisninger
1. ↑  "Vandplan 1.13 Odense Fjord" (PDF). Arkiveret fra originalen (PDF) 31. oktober 2017. Hentet 27. juni 2018.
2. ↑  Om fredningen på fredninger.dk

- Kort over området på miljoegis.mim.dk
- Naturplanen Arkiveret 27. juni 2018 hos  Wayback Machine
- Basisanalysen 2016-21 Arkiveret 27. juni 2018 hos  Wayback Machine